# 766
| 766                |
| ------------------ |
| Dødsfald - Fødsler |
|                    |

| Gregoriansk kalender | 766 DCCLXVI             |
| Ab urbe condita      | 1519                    |
| Armensk kalender     | 215 ԹՎ ՄԺԵ              |
| Kinesiske kalender   | 3462 – 3463 乙巳 – 丙午 |
| Etiopisk kalender    | 758 – 759               |
| Jødisk kalender      | 4526 – 4527             |
| Hindukalendere       |                         |
| - Vikram Samvat      | 821 – 822               |
| - Shaka Samvat       | 688 – 689               |
| - Kali Yuga          | 3867 – 3868             |
| Iransk kalender      | 144 – 145               |
| Islamisk kalender    | 149 – 150               |

Se også 766 (tal)